# Флоријан Товен
Флоријан Тристан Маријано Товен (фр. Florian Thauvin; Орлеан, 26. јануар 1993) је француски фудбалер који игра на позицији крила, а тренутно наступа за Тигрес УАНЛ.
Професионалну каријеру започео је у Греноблу 2011. године, а након тога играо за Бастију, са којом је освојио шампионат Друге лиге Француске и био проглашен за најбољег младог фудбалера године. Након тога играо је за Њукасл јунајтед и Олимпик Марсељ.
Играо је за фудбалску репрезентацију Француске до 18 и 21. године, учествовао на Светском првенству у фудбалу до 20 година, 2013. године, а од 2017. године заиграо за националну селекцију Француске.

## Клупска каријера

### Младост
Товен је фудбалску каријеру започео у Ингреу, а играо је и у Сен жен ла Рулу, Орлеансу и Греноблу, пре него је почео професионално да се бави фудбалом. Прву утакмицу за Гренобл имао је 11. марта 2011. године, на мечу против ФК Ванес.

### Бастија
Први професионални клуб у којем је играо била је Бастија. Уговор са тимом потписао је 19. јула 2011. године, а први гол за Бастију постигао је 28. октобра 2012. године, на мечу против Бордоа.
Са Лилом је 29. јануара 2013. године потписао уговор на четири и по године. Као део договора, посла је назад у Бастију на позајмицу од шест месеци, све до краја сезоне 2012/13. Због добре игре, проглашен је најбољим младим играчем Прве лиге Француске.

### Олимпик Марсељ
Након неколико недеља преговора са Лилом, Товен је потписао петогодишњи уговор са Олимпик Марсељом 3. септембра 2013. године.
Био је једини играч Олимпик Марсеља који је промашио пенал, када је због тога његов клуб поражен у финалу Купа Француске од стране Гренобла.

### Њукасл јунатед
Уговор са Њукаслом јунајтед потписао је 19. августа 2015. године, на пет година. Прву утакмицу одиграо је три дана након доласка у клуб, на мечу против Манчестер јунајтеда, одиграном на Олд Трафорду. Прву целу утакмицу одиграо је на мечу против Нортхемптон тауна у енглеском Лига купу, а његов тим славио је резултатом 4-1.

### Повратак у Олимпик Марсељ
Њукасл јунајтед је 31. јануара 2016. године потврдио да ће Товен играти у Олимпик Марсељу, на позајмици. Прву утакмицу на позајмици одиграо је 2. фебруара 2016. године, а једини гол постигао је 20. априла 2016. године на мечу против Соша, која је завршен резултатом 1-0.
Након позајмице, потписао је уговор са Марсељом, са којим је играо Лигу шампиона у сезони 2017/18.

## Репрезентативна каријера
Товен је играо за млађе категорије фудбалске репрезентације Француске. Учествовао је на Светском првенству у фудбалу до 20 година, 2013. године.
Позван је у резеврни тим за сениорску селекцију Француске на мечу против селекције Луксембурга у оквиру Квалификација за Светско првенство у фудбалу 2018. године. Прву утакмицу у дресу Франуцске одиграо је 2. јуна 2017. године против селекције Шпаније.
Изабран је у састав тима за Светско првенство 2018. године, одржано у Русији.

## Статистика каријере

### Клупска
До 11. маја 2018.
| Клуб                       | Сезона            | Лига                 | Лига | Лига | Куп | Куп | Лигашки куп            | Лигашки куп            | Европа | Европа | Укупно | Укупно |
| Клуб                       | Сезона            | Лига                 | Ута  | Гол  | Ута | Гол | Ута                    | Гол                    | Ута    | Гол    | Ута    | Гол    |
| -------------------------- | ----------------- | -------------------- | ---- | ---- | --- | --- | ---------------------- | ---------------------- | ------ | ------ | ------ | ------ |
| Гренобл                    | 2010/11           | Друга лига Француске | 3    | 0    | 0   | 0   | 0                      | 0                      | —      | —      | 3      | 0      |
| Бастија                    | 2011/12           | Друга лига Француске | 13   | 0    | 2   | 0   | 0                      | 0                      | —      | —      | 15     | 0      |
| Бастија                    | 2012/13           | Прва лига Француске  | 32   | 10   | 1   | 0   | 2                      | 0                      | —      | —      | 35     | 10     |
| Бастија                    | Укупно            | Укупно               | 45   | 10   | 3   | 0   | 2                      | 0                      | —      | —      | 50     | 10     |
| Олимпик Марсељ             | 2013/14           | Прва лига Француске  | 31   | 8    | 2   | 1   | 2                      | 0                      | 6      | 1      | 41     | 10     |
| Олимпик Марсељ             | 2014/15           | Прва лига Француске  | 36   | 5    | 1   | 0   | 1                      | 0                      | —      | —      | 38     | 5      |
| Олимпик Марсељ             | 2015/16           | Прва лига Француске  | 2    | 0    | 0   | 0   | 0                      | 0                      | —      | —      | 2      | 0      |
| Олимпик Марсељ             | Укупно            | Укупно               | 69   | 13   | 3   | 1   | 3                      | 0                      | 6      | 1      | 81     | 15     |
| Њукасл јунајтед            | 2015/16           | Премијер лига        | 13   | 0    | 1   | 0   | 2                      | 1                      | —      | —      | 16     | 1      |
| Олимпик Марсељ (позајмица) | 2015/16           | Прва лига Француске  | 14   | 2    | 4   | 2   | —\|\|}\|\|0\|\|20\|\|4 | —\|\|}\|\|0\|\|20\|\|4 |        |        |        |        |
| Олимпик Марсељ (позајмица) | 2016/17           | Прва лига Француске  | 38   | 15   | 3   | 0   | 2                      | 0                      | —      | —      | 43     | 15     |
| Олимпик Марсељ             | 2017/18           | Прва лига Француске  | 34   | 22   | 3   | 0   | 1                      | 0                      | 14     | 4      | 52     | 26     |
| Укупно у Марсељу           | Укупно у Марсељу  | Укупно у Марсељу     | 155  | 52   | 13  | 1   | 6                      | 0                      | 22     | 5      | 196    | 60     |
| Укупно у каријери          | Укупно у каријери | Укупно у каријери    | 216  | 62   | 17  | 1   | 10                     | 1                      | 22     | 5      | 265    | 71     |

### Репрезентативна
До 11. јуна 2019.
| Национални тим | Год    | Ута | Гол |
| -------------- | ------ | --- | --- |
| Француска      | 2017   | 2   | 0   |
| Француска      | 2018   | 5   | 0   |
| 2019           | 3      | 1   |     |
| Укупно         | Укупно | 10  | 1   |

## Трофеји
Бастија
- Друга лига Француске: 2011/12

Репрезентација Француске до 20. година
- Светско првенство у фудбалу до 20 година: 2013

Индивидуални
- Млади играч године Прве лига Француске: 2012/13[9]
- Играч месеца Прве лига Француске: март и новембар 2017. и јануар 2018. године.[24][25][26]